# Gary Plauché
Leon Gary Plauché (10 de novembro de 1945 – 20 de outubro de 2014) foi um homem americano conhecido por matar publicamente Jeff Doucet, um abusador de crianças que tinha raptado e estuprado Jody, filho de Plauché. A morte ocorreu a 16 de março de 1984 e foi capturado pela câmera de uma equipa de notícias local. Plauché foi sentenciado a sete anos de pena suspensa com cinco anos de liberdade condicional e 300 horas de serviço comunitário, não recebendo tempo de prisão. O caso recebeu ampla publicidade porque algumas pessoas questionaram se Plauché devia ter sido condenado por homicídio. Plauché afirmou que ele estava certo, e que qualquer pai numa posição semelhante teria tido a mesma ação.

## Rapto do filho por Doucet
Plauché, nativo de Baton Rouge, Luisiana, estava separado da sua esposa, June, na altura do tiroteio. Durante 1983/84, o seu filho de 11 anos Jody tinha aulas de karaté com um instrutor, Jeffrey Doucet de 25 anos. Sem os pais de Jody saberem, Doucet tinha abusado sexualmente o rapaz há pelo menos um ano. A 14 de fevereiro de 1984, Doucet raptou Jody e levou-o para um motel em Anaheim, Califórnia, onde ele abusou sexualmente dele e o molestou. Jody, o foco de uma procura nacional, foi eventualmente encontrado depois de Doucet permitir ao rapaz fazer uma chamada a cobrar para a mãe a partir do motel. A polícia da Califórnia invadiu o motel e prendeu Doucet a 29 de fevereiro sem incidentes.
A 1 de março de 1984, Jody foi devolvido à sua família em Luisiana. Numa entrevista com uma equipa de notícias, Gary, tendo ouvido relatos de que Doucet tinha abusado sexualmente do seu filho, afirmou que se sentia impotente.

## Morte de Doucet por Plauché
A 16 de março de 1984, Doucet foi levado de volta para Luisiana para ir a tribunal. Ele chegou ao Aeroporto Metropolitano de Baton Rouge e foi levado algemado por polícias pelo aeroporto à volta das 21h, onde Plauché estava à espera de Doucet.
Um empregado afiliado local da ABC, WBRZ, tinha dito a Plauché quando Doucet chegava ao aeroporto. Uma equipa de notícias da WBRZ estava à espera de Doucet e tinha preparado as câmeras para gravar a sua chegada. Do outro lado da equipa de notícias havia um banco de telefones públicos, onde Plauché esperou enquanto falava com o seu melhor amigo num dos telefones. Ele usou um boné de basebol e óculos de sol para que ninguém o reconhecesse.
Enquanto Doucet era levado pelo aeroporto, ele passou pela equipa de notícias que estava a gravar a cena. Ele passou então por Plauché, que alvejou o lado direito da cabeça de Doucet à queima-roupa. Doucet caiu ao chão, sangrando da ferida perto da sua orelha direita. Plauché pousou o telefone antes de um polícia o segurar e lhe remover a arma da mão enquanto os outros assistiam a Doucet. Os agentes que seguraram em Plauché reconheceram-no. Eles mantiveram-no contra o banco de telefones, perguntado-lhe, "Gary, porquê? Porquê, Gary?". O incidente foi capturado numa cassete ENG. Doucet entrou em coma, e morreu do tiro no dia seguinte.

## Desfecho
Plauché foi inicialmente acusado de homicídio em segundo grau, mas aceitou um acordo no qual não contestou homicídio culposo. Ele foi sentenciado a sete anos de pena suspensa, com cinco anos de liberdade condicional e 300 horas de serviço comunitário, que completou em 1989.
Relatórios psicológicos ajudaram o caso de Plauché depois de se descobrir que Doucet tinha abusado de Jody meses antes ao rapto. O psiquiatra Edward P. Uzee examinou Plauché e determinou que ele não conseguia distinguir a diferença entre certo e errado quando ele matou Doucet. A equipa de defesa de Plauché argumentou que ele foi levado a um estado psicótico temporariamente depois de descobrir o abuso do seu filho. Uzee também determinou que Doucet tinha a capacidade de manipular os outros e tirou vantagem do facto de que Plauché estava separado da sua mulher na altura, e conseguiu abrir caminho na família Plauché. O juiz Frank Saia determinou que mandar Plauché para a prisão não ia ajudar ninguém, e que havia virtualmente nenhum risco de ele cometer outro crime.
O vídeo de Plauché a matar Doucet apareceu em vários programas televisivos e documentários, incluindo o shockumentary de 1994, Traces of Death II e o documentário de 2002 dirigido por Michael Moore, Bowling for Columbine. As imagens foram também publicadas no YouTube, onde o vídeo recebeu mais de 20 milhões de visualizações. Um vídeo no Youtube foi tirado da série televisiva Anatomy of a Crime, que foi ao ar em 2001 na Court TV e produzida por John Langley, criador de COPS.
Com 67 anos, Plauché deu uma entrevista onde afirmou que não se arrepende de matar Doucet e que o voltaria a fazer.
Em agosto de 2019, o livro Porquê, Gary, Porquê?: A História de Jody Plauché foi lançado por Jody. Em 2024, Jody deu uma entrevista ao Mirror na qual disse que estava feliz com a sua vida e que via o seu pai como o "melhor pai de todo o sempre".

## Morte
Plauché teve um AVC em 2011. Ele morreu em 2014 num lar depois de outro AVC, com 68 anos.